# Marcel Mauron
'Marcel Mauron (5 de março de 1929) é um ex-futebolista suíço que atuava como atacante.

## Carreira
Marcel Mauron fez parte do elenco da Seleção Suíça de Futebol, na Copa do Mundo de 1954, em casa na Suíça.